# Margaret McDougall

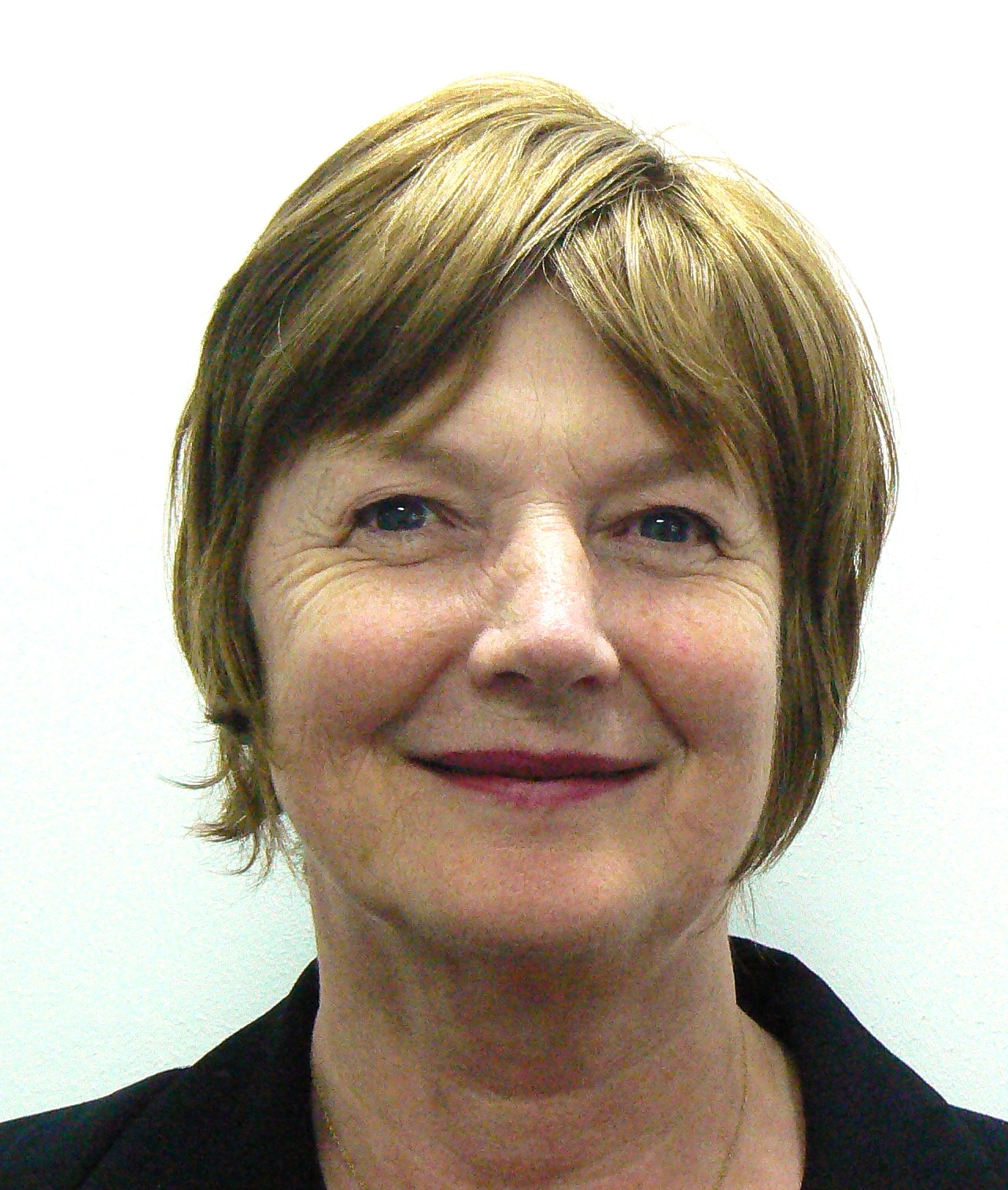
Margaret McDougall

Margaret McDougall (* 23. Januar 1949) ist eine schottische Politikerin und Mitglied der Labour Party.

## Leben
Nach ihrer Schulausbildung war McDougall zunächst für ein Textilunternehmen tätig. Anschließend studierte sie halbtags an der Universität Glasgow. Sie ist Mitglied der Gewerkschaft UNISON und lebt zusammen mit ihrem Ehemann und ihren beiden Kindern in Irvine.

## Politischer Werdegang
1999 wurde McDougall in den Regionalrat von North Ayrshire gewählt und seitdem wiedergewählt. Erstmals trat sie bei den Schottischen Parlamentswahlen 2007 zu Wahlen auf nationaler Ebene an. Sie bewarb sich jedoch nicht um das Direktmandat eines Wahlkreises, sondern war auf dem vierten Rang der Regionalwahlliste der Labour Party für die Wahlregion South of Scotland gesetzt. Da die Labour Party infolge des Wahlergebnisses kein Listenmandat in dieser Wahlregion erhielt, verpasste McDougall den Einzug in das Schottische Parlament. Bei den folgenden Parlamentswahlen 2011 war McDougall auf der Regionalwahlliste der benachbarten Wahlregion South Scotland gesetzt. Sie erhielt eines von drei Listenmandaten der Labour Party in dieser Wahlregion und zog erstmals in das Schottische Parlament ein.